# Bakala
Bakala is een monotypisch geslacht van spinnen uit de  familie van de Amaurobiidae (nachtkaardespinnen).

## Soort
- Bakala episinoides Davies, 1990